# Bari carbonat
Bari cacbonat (BaCO3), có trong tự nhiên ở dạng khoáng vật witherit, là một hợp chất hóa học có trong bả chuột, gạch nung, gốm tráng men và xi măng.

## Điều chế
Bari cacbonat được sản xuất thương mại từ bari sulfide bằng cách cho tác dụng với natri cacbonat ở nhiệt độ 60 đến 70 °C (phương pháp tro soda) hoặc cho đi qua cacbon dioxide ở nhiệt độ 40 đến 90 °C.
Trong quy trình tro soda, natri cacbonat rắn hoặc hòa tan được thêm vào dung dịch bari sulfide, và kết tủa bari cacbonat được lọc ra, rửa và sấy khô.

## Phản ứng
Bari cacbonat phản ứng với các axit như axit clohydric để tạo thành các muối bari tan, như bari chloride:
BaCO3(r) + 2 HCl(dd) → BaCl2(dd) + CO2(kh) + H2O(l)
Tuy nhiên, phản ứng với axít sulfuric rất kém, bởi vì bari sulfat hầu như không tan trong nước.

## Ứng dụng
Bari cacbonat được sử dụng rộng rãi trong ngành công nghiệp gốm sứ như một thành phần trong men sứ. Nó hoạt động như một chất trợ chảy, một chất làm kết dính và kết tinh và kết hợp với các oxit màu nhất định để tạo ra màu sắc độc đáo không dễ dàng có thể đạt được bằng các phương tiện khác. Việc sử dụng nó có phần gây tranh cãi vì một số người cho rằng nó có thể chảy từ đồ ăn vào thực phẩm và đồ uống. Để an toàn khi sử dụng, BaO thường được sử dụng ở dạng men thủy tinh nghiền mịn.
Trong công nghiệp gạch, ngói, đất nung và gốm, bari cacbonat được thêm vào đất sét để kết tủa các muối hòa tan (calci sulfat và magie sulfat) là những chất tạo ra hiện tượng nở hoa.